# Condado de la Torre de San Braulio
El condado de la Torre de San Braulio es un título nobiliario español creado por Real Despacho el 26 de abril de 1699 por el rey Carlos II, a favor de Manuela Carnicer y Sáenz de Villanueva.
Este título fue rehabilitado en 1908, por el rey Alfonso XIII a favor de  Carlos María de la Casa y Carnicer, que se convirtió en el tercer conde de la Torre de San Braulio. 
Nuevamente fue rehabilitado en 1920 por el mismo rey, esta vez a favor de  Enrique Carlos de la Casa y García-Calamarte, como cuarto conde.  

## Condes de la Torre San Braulio
|                               | Titular                                      | Periodo                |
| Creación por Carlos II        | Creación por Carlos II                       | Creación por Carlos II |
| ----------------------------- | -------------------------------------------- | ---------------------- |
| I                             | Manuela Carnicer y Sáenz de Villanueva       | 1699-                  |
| II                            | Manuel Pérez de Pomar y Carnicer             |                        |
| Rehabilitado por Alfonso XIII |                                              |                        |
| III                           | Carlos María de la Casa y Carnicer           | 1908-1912              |
| Rehabilitado por Alfonso XIII |                                              |                        |
| IV                            | Enrique Carlos de la Casa y García-Calamarte | 1913-1980              |
| V                             | Carolina de la Casa y Silva                  | 1981-actual titular    |

## Historia de los condes de la Torre de San Braulio
- Manuela Carnicer y Sáenz de Villanueva, I condesa de la Torre de San Braulio. Le sucedió su hijo:

- Manuel Pérez de Pomar y Carnicer (n. en 1681), II conde de la Torre de San Braulio.

Rehabilitado en 1908 por:
- Carlos María de la Casa y Carnicer (1863-1912), III conde de la Torre de San Braulio.

Rehabilitado en 1920 por:
- Enrique Carlos de la Casa y García-Calamarte (1896-1980), IV conde de la Torre de San Braulio, hijo del tercer conde y de su esposa Carolina García-Calamarte y García-Caro, hija del fundador de la Banca García-Calamarte. Le sucedió, la hija de su hermano Eduardo de la Casa y García-Calamarte, por tanto su sobrina:

- Carolina de la Casa y Silva (n. en 1932), V condesa de la Torre de San Braulio.[2]